# Borgino dal Pozzo

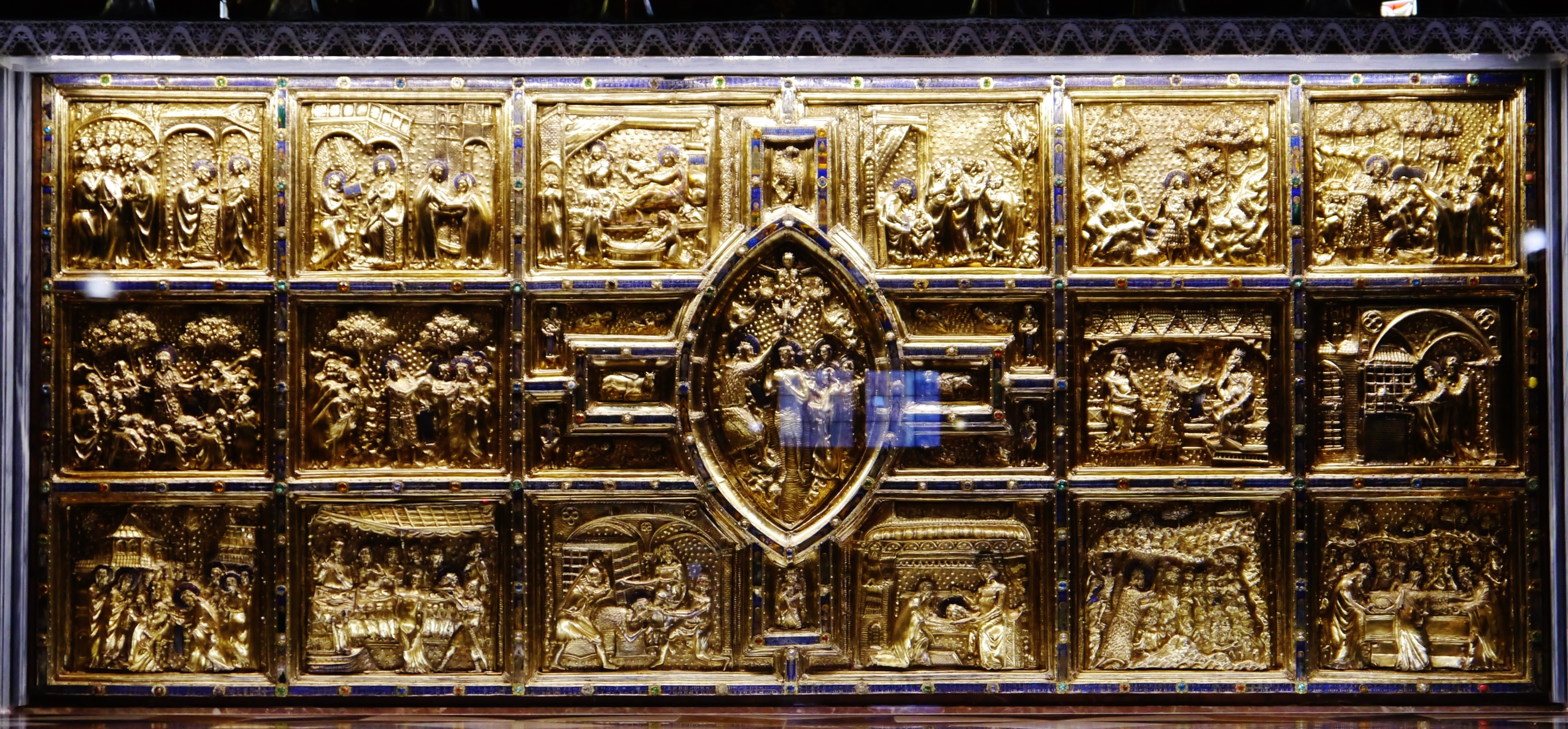
Duomo di Monza
Paliotto dell'altare maggiore (XIV secolo)

Borgino dal Pozzo (fl. XIV secolo) è stato un orafo italiano.

## Storia e descrizione
Valente orafo milanese vissuto nel XIV secolo, ha realizzato il suo capolavoro nel celebre Paliotto del duomo di Monza (1350-1357).